# Barbula subdenticulata
Barbula subdenticulata är en bladmossart som beskrevs av Hugh Neville Dixon 1932. Barbula subdenticulata ingår i släktet neonmossor, och familjen Pottiaceae. Inga underarter finns listade i Catalogue of Life.